# 狐 (麵食)

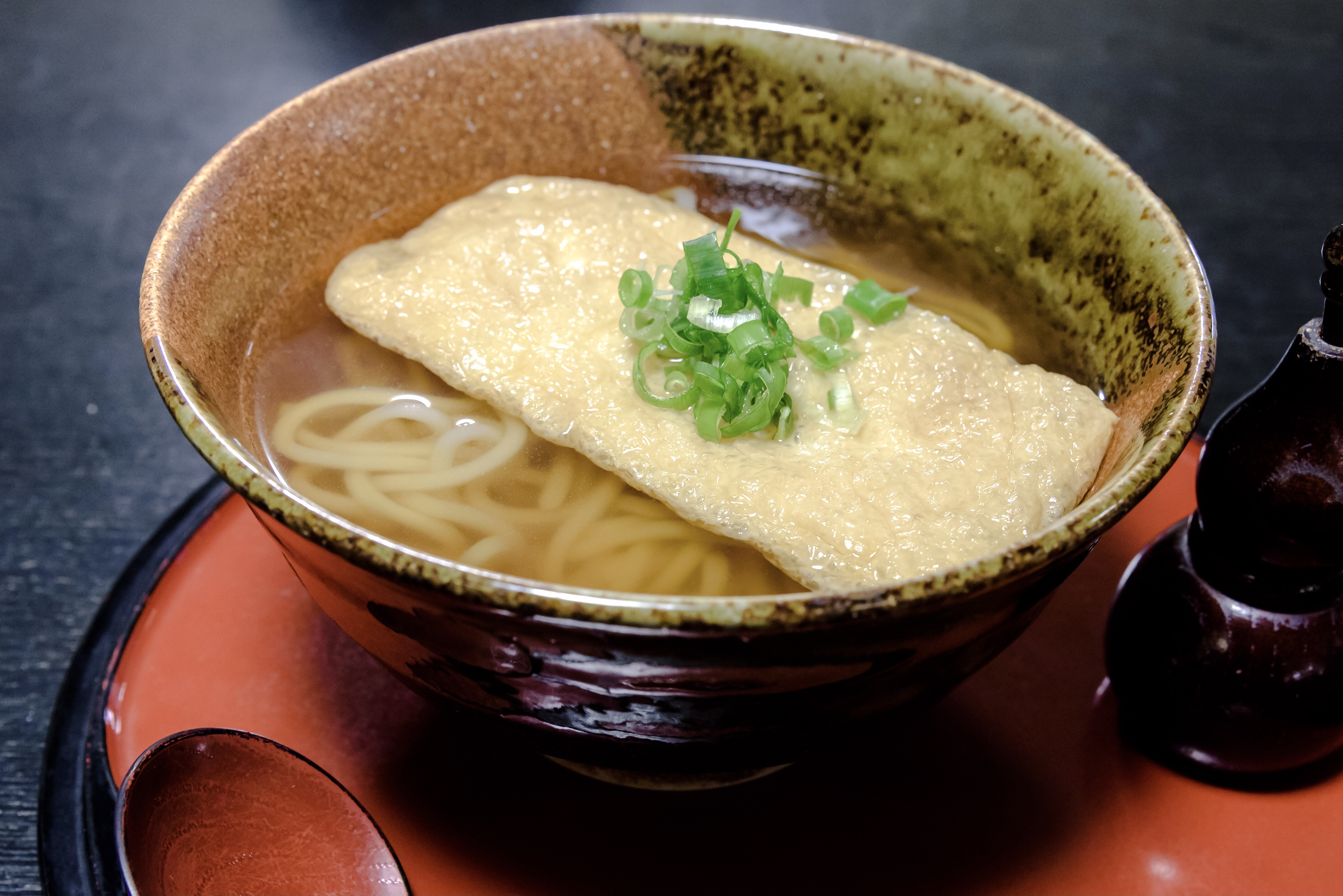
きつねうどん

狐麵（日语：きつね）是日本一種傳統的麵食種類，通常是指在麵上放一塊或數塊油炸豆皮（油揚げ）作為主要配菜的麵食，叫作；若使用的麵條為烏龍麵則叫。但上述形式只是最一般化的概念，日本各地對於狐麵的定義不盡相同。與狐麵相對的另一種麵食叫「狸麵」，此名稱是狐麵的衍生，日本各地對狸麵的定義也有差異。